# (15031) Lemus
(15031) Lemus (1998 VN28) – planetoida z pasa głównego asteroid okrążająca Słońce w ciągu 3,63 lat w średniej odległości 2,36 j.a. Odkryta 10 listopada 1998 roku.